# Hohberg (Helmbrechts)
Hohberg ist ein Gemeindeteil der Stadt Helmbrechts im Landkreis Hof (Oberfranken, Bayern). Hohberg liegt in der Gemarkung Wüstenselbitz.
'

## Geografie
Der Weiler liegt am Westhang des Hohbergs (709 m ü. NHN). Ein Anliegerweg führt nach Dreschersreuth zur Kreisstraße HO 23 (0,5 km südöstlich).

## Geschichte
Hohberg wurde 1761 erstmals schriftlich erwähnt. 1408 hatte ein Fritz Lautterbach an der Stelle des Ortes eine Zeidelweide.
Hohberg gehörte zur Realgemeinde Wüstenselbitz. Gegen Ende des 18. Jahrhunderts bestand Hohberg aus drei Anwesen. Die Hochgerichtsbarkeit stand dem bayreuthischen Stadtvogteiamt Helmbrechts zu. Grundherren waren das Stadtvogteiamt Helmbrechts (2 Güter) und die Pfarrei Helmbrechts (1 Tropfhaus).
Von 1797 bis 1810 unterstand Hohberg dem Justiz- und Kammeramt Münchberg. Infolge des Ersten Gemeindeedikts wurde Hohberg dem 1812 gebildeten Steuerdistrikt Wüstenselbitz und der zugleich entstandenen Ruralgemeinde Wüstenselbitz zugewiesen. Im Zuge der Gebietsreform in Bayern wurde Hohberg am 1. Juli 1972 nach Helmbrechts eingemeindet.

### Ehemaliges Baudenkmal
- Haus Nr. 1: Wohnstallhaus mit Frackdach und Fachwerkobergeschoss.

### Einwohnerentwicklung
| Jahr      | 1812  | 1819   | 1861   | 1871   | 1885   | 1900   | 1925   | 1950   | 1961   | 1970   | 1987  |
| Einwohner | 29    | *      | 24     | 21     | 20     | 25     | 19     | 16     | 19     | 26     | 34    |
| Häuser    | 6     |        |        |        | 4      | 4      | 4      | 4      | 5      |        | 7     |
| Quelle    | [ 7 ] | [ 10 ] | [ 11 ] | [ 12 ] | [ 13 ] | [ 14 ] | [ 15 ] | [ 16 ] | [ 17 ] | [ 18 ] | [ 1 ] |

## Religion
Hohberg ist evangelisch-lutherisch geprägt und war ursprünglich nach St. Johannes der Täufer (Helmbrechts) gepfarrt,  seit den 1920er Jahren ist die neu gebildete Pfarrei Wüstenselbitz zuständig.